# Университет Кристофера Ньюпорта
Университет Кристофера Ньюпорта (англ. Christopher Newport University), или CNU — государственный гуманитарный университет, расположенный в городе Ньюпорт-Ньюс, штат Виргиния, США.

## История
Университет был основан в 1961 году как двухлетняя школа Колледжа Вильгельма и Марии. В 1971 году он стал четырёхлетним колледжем, а в 1992 году — университетом. Своё название вуз получил в честь Кристофера Ньюпорта — британского моряка и лидера экспедиции, которая привела первых английских поселенцев в Джеймстаун. С 1996 года президентом университета является бывший сенатор Пол Трибл. 
По данным на 2010 год, почти 90 % преподавательского состава университета обладало самыми высокими научными степенями в своей области. 
В начале 2000-х годов было потрачено более 400 млн долларов на строительство нового кампуса.

## Рейтинг
В 2012 году в рейтинге лучших вузов Юга США по версии U.S. News & World Report Университет Кристофера Ньюпорта занял 26-е место.

## Известные выпускники и преподаватели
- Димитров, Филип Димитров
- Манро, Рэндел
- Швейг, Грэм